# انتسوایهینگن
انتسوایهینگن (به آلمانی: Enzweihingen) یک منطقهٔ مسکونی در آلمان است که در فایهینگن آن در انتس واقع شده‌است. انتسوایهینگن ۳٬۸۳۰ نفر جمعیت دارد.